# Campionati del mondo di atletica leggera 2009 - Maratona maschile
La gara di maratona maschile dei campionati del mondo di atletica leggera 2009 si è svolta il 22 agosto, con partenza alle 11:45. Alla gara hanno partecipato 91 atleti.
La gara è stata vinta dal keniano Abel Kirui con il tempo di 2h 06'54", nuovo record dei campionati. Argento e bronzo sono andati, rispettivamente, al keniano Emmanuel Kipchirchir Mutai e all'etiope Tsegaye Kebede.
Lo standard di qualificazione era di 2 ore e 18 minuti.

## Risultati
| Pos. | Atleta                     | Nazionalità    | Tempo       | Note                                     |
| ---- | -------------------------- | -------------- | ----------- | ---------------------------------------- |
| 1    | Abel Kirui                 | Kenya          | 2h 06'54"   | Record dei campionati                    |
| 2    | Emmanuel Kipchirchir Mutai | Kenya          | 2h 07'48"   |                                          |
| 3    | Tsegaye Kebede             | Etiopia        | 2h 08'35"   |                                          |
| 4    | Yemane Tsegay              | Etiopia        | 2h 08'42"   |                                          |
| 5    | Robert Kipkoech Cheruiyot  | Kenya          | 2h 10'46"   | Miglior prestazione personale stagionale |
| 6    | Atsushi Sato               | Giappone       | 2h 12'05"   |                                          |
| 7    | Adil Ennani                | Marocco        | 2h 12'12"   |                                          |
| 8    | José Manuel Martínez       | Spagna         | 2h 14'04"   | Miglior prestazione personale stagionale |
| 9    | José Moreira               | Portogallo     | 2h 14'05"   | Miglior prestazione personale            |
| 10   | Luís Feiteira              | Portogallo     | 2h 14'06"   |                                          |
| 11   | Masaya Shimizu             | Giappone       | 2h 14'06"   |                                          |
| 12   | Norman Dlomo               | Sudafrica      | 2h 14'39"   | Miglior prestazione personale stagionale |
| 13   | Fernando Silva             | Portogallo     | 2h 14'48"   |                                          |
| 14   | Satoshi Irifune            | Giappone       | 2h 14'54"   | Miglior prestazione personale stagionale |
| 15   | Dejene Yirdaw              | Etiopia        | 2h 15'09"   |                                          |
| 16   | Marílson Gomes dos Santos  | Brasile        | 2h 15'13"   | Miglior prestazione personale stagionale |
| 17   | Johannes Kekana            | Sudafrica      | 2h 15'28"   | Miglior prestazione personale stagionale |
| 18   | André Pollmächer           | Germania       | 2h 15'36"   |                                          |
| 19   | Adriano Bastos             | Brasile        | 2h 15'39"   | Miglior prestazione personale            |
| 20   | Oleg Kulkov                | Russia         | 2h 15'40"   |                                          |
| 21   | Martin Dent                | Australia      | 2h 16'05"   |                                          |
| 22   | Coolboy Ngamole            | Sudafrica      | 2h 16'20"   | Miglior prestazione personale stagionale |
| 23   | José de Souza              | Brasile        | 2h 16'40"   |                                          |
| 24   | Daniel Browne              | Stati Uniti    | 2h 16'49"   | Miglior prestazione personale stagionale |
| 25   | Reid Coolsaet              | Canada         | 2h 16'53"   | Miglior prestazione personale            |
| 26   | Rachid Kisri               | Marocco        | 2h 17'01"   |                                          |
| 27   | Yuriy Abramov              | Russia         | 2h 17'04"   |                                          |
| 28   | Phaustin Baha Sulle        | Tanzania       | 2h 17'11"   |                                          |
| 29   | Ser-Od Bat-Ochir           | Mongolia       | 2h 17'22"   | Miglior prestazione personale stagionale |
| 30   | Andrew Letherby            | Australia      | 2h 17'29"   | Miglior prestazione personale stagionale |
| 31   | Daniel Kipkorir Chepyegon  | Uganda         | 2h 17'47"   | Miglior prestazione personale stagionale |
| 32   | Simon Munyutu              | Francia        | 2h 17'53"   | Miglior prestazione personale stagionale |
| 33   | Dylan Wykes                | Canada         | 2h 18'00"   | Miglior prestazione personale stagionale |
| 34   | Martin Beckmann            | Germania       | 2h 18'08"   |                                          |
| 35   | George Majaji              | Zimbabwe       | 2h 18'37"   | Miglior prestazione personale stagionale |
| 36   | Matt Gabrielson            | Stati Uniti    | 2h 18'41"   | Miglior prestazione personale stagionale |
| 37   | Alejandro Suárez           | Messico        | 2h 18'55"   |                                          |
| 38   | Chang Chia-Che             | Taipei cinese  | 2h 19'32"   | Miglior prestazione personale stagionale |
| 39   | Kazuhiro Maeda             | Giappone       | 2h 19'59"   |                                          |
| 40   | Khalid Kamal Yaseen        | Bahrein        | 2h 20'11"   |                                          |
| 41   | James Kibocha Theuri       | Francia        | 2h 20'24"   |                                          |
| 42   | Roman Kejžar               | Slovenia       | 2h 20'25"   | Miglior prestazione personale stagionale |
| 43   | Pak Song-Chol              | Corea del Nord | 2h 21'12"   |                                          |
| 44   | Driss El Himer             | Francia        | 2h 21'19"   |                                          |
| 45   | Lee Myong-Seung            | Corea del Sud  | 2h 21'54"   | Miglior prestazione personale stagionale |
| 46   | Mark Tucker                | Australia      | 2h 21'57"   | Miglior prestazione personale stagionale |
| 47   | José Amado García          | Guatemala      | 2h 22'00"   | Miglior prestazione personale stagionale |
| 48   | Carlos Cordero             | Messico        | 2h 22'16"   |                                          |
| 49   | Falk Cierpinski            | Germania       | 2h 22'36"   |                                          |
| 50   | Hyon U Ri                  | Corea del Nord | 2h 22'48"   |                                          |
| 51   | Costantino León            | Perù           | 2h 23'34"   | Miglior prestazione personale stagionale |
| 52   | Andrew Smith               | Canada         | 2h 24'48"   |                                          |
| 53   | Samir Baala                | Francia        | 2h 25'12"   |                                          |
| 54   | Juan Gualberto Vargas      | Messico        | 2h 25'26"   |                                          |
| 55   | Giitah Macharia            | Canada         | 2h 25'40"   | Miglior prestazione personale stagionale |
| 56   | Getuli Bayo                | Tanzania       | 2h 25'52"   | Miglior prestazione personale stagionale |
| 57   | Scott Westcott             | Australia      | 2h 26'02"   |                                          |
| 58   | Nelson Cruz                | Capo Verde     | 2h 27'16"   | Miglior prestazione personale stagionale |
| 59   | Andrea Silvini             | Tanzania       | 2h 28'48"   |                                          |
| 60   | Arata Fujiwara             | Giappone       | 2h 31'06"   | Miglior prestazione personale stagionale |
| 61   | Valery Pisarev             | Kirghizistan   | 2h 31'32"   | Miglior prestazione personale stagionale |
| 62   | Nate Jenkins               | Stati Uniti    | 2h 32'16"   | Miglior prestazione personale stagionale |
| 63   | Wodage Zvadya              | Israele        | 2h 34'58"   |                                          |
| 64   | Lee Myong-Ki               | Corea del Sud  | 2h 35'12"   |                                          |
| 65   | Tobias Sauter              | Germania       | 2h 35'43"   |                                          |
| 66   | Pedro Nimo                 | Spagna         | 2h 36'39"   |                                          |
| 67   | Tesfayohannes Mesfin       | Eritrea        | 2h 39'51"   |                                          |
| 68   | Yook Geuntae               | Corea del Sud  | 2h 40'47"   |                                          |
| 69   | Sangay Wangchuk            | Bhutan         | 2h 47'55"   | NR                                       |
|      | Mikhail Lemaev             | Russia         | (2'21'47)   | squalificato                             |
|      | Stephen Loruo Kamar        | Bahrein        | Ritirato    | Ritirato                                 |
|      | Franklin Tenorio           | Ecuador        | Ritirato    | Ritirato                                 |
|      | Yared Asmerom              | Eritrea        | Ritirato    | Ritirato                                 |
|      | Yonas Kifle                | Eritrea        | Ritirato    | Ritirato                                 |
|      | Rafael Iglesias            | Spagna         | Ritirato    | Ritirato                                 |
|      | Deressa Chimsa             | Etiopia        | Ritirato    | Ritirato                                 |
|      | Deriba Merga               | Etiopia        | Ritirato    | Ritirato                                 |
|      | Loïc Letellier             | Francia        | Ritirato    | Ritirato                                 |
|      | Benjamin Kiptoo            | Kenya          | Ritirato    | Ritirato                                 |
|      | Ji Young-Jun               | Corea del Sud  | Ritirato    | Ritirato                                 |
|      | Sechaba Bohosi             | Lesotho        | Ritirato    | Ritirato                                 |
|      | Abderrahim Goumri          | Marocco        | Ritirato    | Ritirato                                 |
|      | Reinhold Ndalikokule Iita  | Namibia        | Ritirato    | Ritirato                                 |
|      | Michael Aish               | Nuova Zelanda  | Ritirato    | Ritirato                                 |
|      | Mubarak Hassan Shami       | Qatar          | Ritirato    | Ritirato                                 |
|      | Dieudonné Disi             | Uganda         | Ritirato    | Ritirato                                 |
|      | Lucian Disdery Hombo       | Tanzania       | Ritirato    | Ritirato                                 |
|      | Christopher Isengwe        | Tanzania       | Ritirato    | Ritirato                                 |
|      | Nicholas Kiprono           | Uganda         | Ritirato    | Ritirato                                 |
|      | Amos Masai                 | Uganda         | Ritirato    | Ritirato                                 |
|      | Justin Young               | Stati Uniti    | Ritirato    | Ritirato                                 |
|      | Ruggero Pertile            | Italia         | Non partito | Non partito                              |
|      | Kensuke Takahashi          | Giappone       | Non partito | Non partito                              |
|      | Daniel Rono                | Kenya          | Non partito | Non partito                              |
|      | Hwang Jun-Hyeon            | Corea del Sud  | Non partito | Non partito                              |
|      | Ali Mabrouk El Zaidi       | Libia          | Non partito | Non partito                              |
|      | Jaouad Gharib              | Marocco        | Non partito | Non partito                              |
|      | Edwardo Torres             | Stati Uniti    | Non partito | Non partito                              |